# Samuel Obeng
Samuel Obeng Gyabaa (Nsapor, 15 de mayo de 1997) es un futbolista ghanés que juega como delantero en el Wydad Casablanca de la Liga de Fútbol de Marruecos. 

## Trayectoria
Nacido en Nsapor, Región de Brong-Ahafo, se trasladó a Gurb, Barcelona a los diez años. Después de acabar su formación con Getafe C. F., hizo su debut sénior con el Girona F. C. "B" en las ligas regionales, en 2016.
En 2017 fue cedido un año al E. C. Granollers en Tercera División. El 5 de agosto de 2018 firmó por el C. C. Calahorra tras un periodo de prueba.
En marzo de 2019 firmó un precontrato con el Real Oviedo, efectivo el 1 julio; con ficha en el filial. Debutó con el primer equipo el 18 de agosto de ese mismo año.
El 30 de enero de 2023 fue cedido a la S. D. Huesca para lo que restaba de temporada. Jugó su primer encuentro a los cinco días y marcó el único tanto del triunfo ante el C. D. Mirandés. El 20 de julio se confirmó su continuidad para la temporada 2023-24 con una nueva cesión con opción de compra.
El 7 de agosto de 2024 llegó a un acuerdo para rescindir su contrato con el Real Oviedo. Dos días después fichó por el Casa Pia A. C. portugués hasta 2026, aunque dejó el club a mitad de temporada y en febrero se unió al Wydad Casablanca.